# Малая Козара
Малая Козара (укр. Мала Козара) — село на Украине, основано в 1523 году, находится в Романовском районе Житомирской области.
Население по переписи 2001 года составляет 317 человек. Почтовый индекс — 13031. Телефонный код — 4146. Занимает площадь 173,2 км².

## Адрес местного совета
130131, Житомирская область, Романовский район, село Малая Козара, улица Центральная, дом 15, телефон 9-66-35.